# Van der Graaf Generator
A Van der Graaf Generator (rövidítve gyakran Van der Graaf vagy VdGG) 1967-ben alapított angol progresszív rock együttes. A zenekar legjelentősebb sikereit az 1970-es években érte el, azonban többszöri újjáalakulását követően mind a mai napig aktív.
Az együttes 1970-es évekbeli klasszikus, egészen egyedülálló hangzásvilágát alapvetően Peter Hammill különleges énekhangja és énekstílusa, valamint David Jackson elektronikusan módosított szaxofonjátéka határozta meg, amelyet erőteljes Hammond-orgona és Clavinet kíséret egészített ki.
A Van der Graaf Generator klasszikus korszakának zenéjét főként a komor témák uralták. Ezzel a korabeli együttesek közül talán csak a King Crimson együttes vetekedhetett, melynek gitáros énekese, Robert Fripp vendégzenészként a zenekar két lemezén is közreműködött.
Az együttes elsőszámú zenei vezetője Peter Hammill, akinél gyakran elmosódik a határvonal a saját szólólemezek és a Van der Graaf Generator lemezek zenei anyaga között.
Az együttes nevét egy az elektrosztatikus töltés létrehozására szolgáló berendezésről, a Van de Graaff-generátorról kapta. A név az együttes egyik alapító tagjának, Chris Judge Smith-nek az ötlete volt; a két betűeltérés pedig valószínűleg a véletlen műve.

## Az együttes története

### A kezdetek (1967-1969)
Az együttest 1967-ben a Manchester University egyetem három diákja, Peter Hammill gitáros énekes, Nick Pearne orgonista és Chris Judge Smith dobos alapította. A zenekar egy demófelvétele alapján a Mercury Records lemezcég szerződést kínált az együttesnek, amelyet végül csak az akkor 19 éves Peter Hammill írt alá. Miután Peane 1968-ban elhagyta az együttest, helyére Hugh Banton billentyűs érkezett.
A zenekar még ebben az évben leszerződött Tony Stratton-Smith menedzserrel, aki később a független Charisma Records lemezcég megalapítójaként szerzett hírnevet magának, és többek közt olyan együttesek dolgoztak a keze alatt, mint a The Nice és a Genesis.
A menedzser ajánlására érkezett az együtteshez Keith Ellis basszusgitáros, majd Guy Evans dobos nem sokkal ez után.
Az együttes ezen felállásában a Mercury Records kiadó gondozásában számos demófelvételt készített. Ezt követően, 1969. január 17-én került kiadásra a Van der Graaf Generator első, People You Were Going To / Firebrand című kislemeze, amely (meglepetésre) nem a Mercury Records, hanem Polydor Records lemezcég kiadásában látott napvilágot. A kislemez végül a Mercury Records kiadó nyomására visszavonásra került a piacról, mivel az sértette a lemezcég és Hammill között létrejött szerződés jogi feltételeit. A kislemez megjelenését követően Judge Smith elköszönt az együttestől.
Bár a Van der Graaf Generator 1968 novemberében szerepelt a BBC Rádió Top Gear című műsorában, és sikeres koncerteket adott ebben az időszakban, az együttes 1969 májusában mégis feloszlott. A döntés hátterében - többek között - az állt, hogy Hammill Mercury Records-szal megkötött szerződése olyan szinten korlátozta a zenekar mozgásterét, amelyet a többi tag nem tudott elfogadni. Mindemellett ebben az időben történt, hogy az együttes teljes felszerelését ellopták, és kilátástalannak látszott, hogy azt a tagok saját forrásból pótolják.
1969 júliusában Peter Hammill stúdióba vonult, hogy elkészítse első szólóalbumát. A Trident stúdióban folyó felvételek során Banton, Evans és Ellis vendégzenészként segédkezett. Végül a Hammill szólólemezének tervezett, The Aerosol Grey Machine című album, az együttes menedzsere által létrehozott megállapodás alapján a Mercury Records-nál jelent meg mint a Van der Graaf Generator első nagylemeze. A lemezcég ennek fejében hajlandó volt Hammill szólószerződését közös megegyezéssel megszüntetni. A bemutatkozó album eredetileg csak az Egyesült Államokban jelent meg. Mivel a lemez szinte semmilyen reklámot nem kapott a megjelenésekor, így igen gyenge eladási adatokat produkált.

### A "klasszikus" korszak (1970-1972)
Miután Tony Stratton-Smith nem talált megfelelő lemezkiadót az általa menedzselt együtteseknek, 1969-ben megalapította saját lemeztársaságát, a Charisma Records-ot. A kiadó első szerződött zenekara a Van der Graaf Generator lett. Időközben Keith Ellis basszus gitáros elhagyta az együttest és csatlakozott a Juicy Lucy nevű formációhoz. Később, tragikus halálát megelőzően, egy rövid ideig az Iron Butterfly-ban találkozhatunk a nevével. Ellis pótlására Nic Potter érkezett a zenekarba, majd David Jackson szaxofonossal egészült ki a felállás.
Ezen előzményeket követően, a Charisma Records gondozásában került kiadásra 1970-ben az együttes második, The Least We Can Do Is Wave To Each Other című nagylemeze. Az album hanganyaga merőben eltért az Aerosol Grey Machine pszichedelikus rock sémáitól; azon már teljes valójában megmutatkozik a Van der Graaf Generator klasszikus, egészen egyedi, a dzsesszzenétől és komolyzenétől áthatott hangzásvilága. A lemez, és az együttes újfajta zenei megszólalása kifejezetten kedvező fogadtatásra talált a nagyközönség részéről.
Még ugyanazon évben került a boltokba a zenekar harmadik, H to He, Who Am the Only One címet viselő nagylemeze, amely zenei témáit tekintve az előző album szerves folytatása. Még mielőtt a felvételeket befejezték volna, Potter távozott az együttesből. A megmaradt tagok úgy döntöttek, hogy nem néznek új basszus gitáros után, hanem a basszus szólamokat Banton játssza basszus pedálokon. Az együttes ezen összetételét, a Hammill, Banton, Jackson, Evans kvartettet tartják a Van der Graaf Generator "klasszikus" felállásának.
A lemez érdekességeként említhető meg, hogy a The Emperor in His War-Room című felvételen Robert Fripp a King Crimson gitárosa szerepelt vendégzenészként.
A következő évben, 1971 októberében látott napvilágot a zenekar egyik legsikeresebb nagylemeze, a Pawn Hearts című album, amelyen csak három felvétel, a Lemmings, a Man-Erg és a 23 perces koncept felvétel, az A Plague of Lighthouse Keepers hallható. A lemezen ismét találkozhatunk Robert Fripp jellegzetes gitárjátékával.
Az album átütő sikert hozott az együttesnek, amely különösen Olaszországban mutatkozott meg az eladási adatokon, ahol 12 hétig vezette az eladási listákat.
Az albummal egy időben kiadott Theme One című kislemez szintén komoly sikereket ért el. Az instrumentális szerzeményt eredetileg a Beatles együttes producere, George Martin írta az új BBC rádióadó, a Radio 1 szignáljaként. A szerzemény később felkerült a Pawn Hearts amerikai kiadására is.
A zenekar a Pawn Hearts megjelenését követően, 1971 októberében európai koncertkörútra indult, melynek során 1971 októbere és 1972 augusztusa között több mint 130 koncertet adott.
Bár az együttes ebben az időszakban érte el népszerűségének tetőpontját, a hosszú, kimerítő koncertsorozattal járó feszültségek és az együttesen belüli zenei elképzelések különbözősége - miután 1972. augusztus 9-én Hammill elhagyta az együttest - végül a Van der Graaf Generator felbomlásához vezetett.
A feloszlást követően Peter Hammill folytatta szólókarrierjét, míg a megmaradt három tag, Nic Potterrel, az együttes korábbi basszusgitárosával, Ced Curtis gitárossal és Piero Messina billentyűssel kiegészülve egy instrumentális albumot készített, The Long Hello néven. Az azonos címet viselő The Long Hello című album 1974-ben jelent meg Olaszországban.

### Első újraegyesülés (1975-1978)
A Van der Graaf Generator feloszlása ellenére a tagok között továbbra is fennmaradt a jó viszony. Ennek legjobb bizonyítéka, hogy Hammill szólólemezein Banton, Jackson és Evans is rendszeresen segédkezett vendégzenészként.
1975-ben az együttes tagjai elérkezettnek látták az időt arra, hogy ismételten közös név alatt dolgozzanak. Az együttműködés olyan termékenynek bizonyult, hogy 12 hónap alatt három új nagylemezt jelentetett meg a zenekar. Míg a korábbi Van der Graaf Generator albumok producere John Anthony volt, addig ezen lemezeket az együttes saját maga adta ki.
Az 1975 októberében megjelent, Godbluff című albumon az együttes minden korábbinál kimunkáltabb és feszesebb kompozíciókkal tért vissza a zenei életbe. A lemez megszólalása modernebb, mint a korábbi albumoké, azonban a Van der Graaf Generator semmivel össze nem téveszthető hangzásvilága az eltelt több mint három év alatt szinte semmit sem változott. Mindemellett zenei témáik komorabbak, Hammill hangja pedig erőteljesebb és erőszakosabb, mint valaha.
Az 1976 áprilisában napvilágot látott Still Life és az 1976. októberi megjelenésű World Record című lemezek felvételeit követően előbb Banton, majd Jackson is távozott az együttesből.
A következő, 1977 szeptemberében megjelent, The Quiet Zone / The Pleasure Dome címet viselő nagylemezen Nic Potter basszusgitáros visszatért az együttesbe, és a távozott billentyűs, Hugh Banton helyére Graham Smith hegedűs érkezett. Bár David Jackson hivatalosan távozott a zenekarból, azonban vendégzenészként továbbra is segítette az együttes munkáját. A lemez a korábbiaktól eltérően a rövidített Van der Graaf név alatt került kiadásra.
A lemez megjelenését követően az együttes kiegészült Charles Dickie csellistával, aki az album népszerűsítését szolgáló koncertsorozat során felvett, Vital című koncertlemezen hallható. Mire azonban 1978 júliusában a Vital napvilágot látott, a Van der Graaf már ismét feloszlott.
Az együttes ismételt megszűnését követően, 1982-ben Peter Hammill kiadásában látott napvilágot a Time Vaults című válogatáslemez, amelyen korábban ki nem adott (főként próbákon felvett) felvételek szerepeltek.

### Második újraegyesülés (2005)
Mint arra már korábban is volt példa, Banton, Jackson és Evans az együttes 1978-as felbomlását követően is alkalomszerűen közreműködött Hammill szólólemezeinek felvételeinél, és több alkalommal közös fellépéseken is részt vett a Van der Graaf Generator „klasszikus” felállása. 1991-ben David Jackson feleségének negyvenedik születésnapján, egy rögtönzött koncert keretében játszott együtt a zenekar, míg 1996-ban a londoni Union Chapel templomban lepett színpadra a kvartett, ahol a Lemmings című szerzeményt adták elő közösen. Az utóbbi fellépés teljes hanganyaga 1997-ben The Union Chapel Concert címen került kiadásra.
A Union Chapel-ben tartott koncerthez hasonlóan 2003-ban, Hammill Queen Elizabeth Hall-beli fellépésén is minden előzetes bejelentés nélkül, a hallgatóság meglepetésére jelent meg Banton, Jackson és Evans, hogy közösen játsszák el a Still Life című szerzeményt.
A Queen Elizabeth Hall-ban megtartott fellépést követően az együttes tagjai megállapodtak, hogy 2004 közepétől ismételten közösen munkálkodnak. Az közös munka eredményeként jelent meg 2005 áprilisában a Present című duplaalbum. A dupla CD lemez első lemezén a zenekar által komponált új szerzemények találhatók, míg a második lemezen egy teljes órányi szabad improvizációt talál a hallgató, amelyet az együttes a North Devon-ban tartott „összeszoktató” hét során vett fel.
A Van der Graaf Generator második feltámadását követő első koncertjét a londoni Royal Festival Hall-ban tartotta, 2005. május 6-án, amelyet néhány európai fellépés követett a nyár és ősz során. A 2005. november 5-én megrendezett leverkulseni koncert a Rockpalast című tévéműsor számára felvételre került, amely 2006. január 15-én került adásba.
2007. március 5-én jelent meg az együttes Real Time című koncertlemeze, amely az együttes 2005-ös, Royal Festival Hall-beli koncertjének teljes anyagát tartalmazza.
Miután Jackson ismételten távozott a zenekarból, 2007 áprilisában a zenekar koncertjei során már trióként lépett fel, és a 2008. március 17-én megjelent, Trisector című albumot is a Banton, Evans, Hammill trió készítette. Az album az együttes albumai között a zenekar felállásának köszönhetően egy újfajta hangzásvilágot képvisel, amelyben Jackson szaxofonjátékának híján Banton orgonajátéka a legmeghatározóbb elem. Ettől függetlenül elmondható, hogy a Van der Graaf Generator zenéje az évek során semmit sem veszített régi fényéből, tökéletességre való törekvéséből.
Az együttes 2009. január 21-én koncertet adott Budapesten a Művészetek Palotájában.

## Az együttes tagjai

### A jelenlegi felállás
- Peter Hammill - gitár, ének, billentyűsök (1967-1972, 1975-1978, 2005-napjainkig)
- Hugh Banton - orgona, billentyűsök, basszus pedál, basszusgitár (1968-1972, 1975-1976, 2005-napjainkig)
- Guy Evans - dob (1968-1972, 1975-1978, 2005-napjainkig)

### Korábbi tagok
- David Jackson - szaxofon, fuvola (1970-1972, 1975-1977, 1978, 2005)
- Chris Judge Smith - dob, fúvós hangszerek (1967-1968)
- Nick Pearne - orgona (1967)
- Keith Ellis - basszusgitár (1968)
- Nic Potter - basszusgitár (1970, 1977-1978)
- Graham Smith - hegedű (1977-1978)
- Charles Dickie - cselló (1978)

## Diszkográfia
| - The Aerosol Grey Machine (1969. szeptember) - The Least We Can Do Is Wave To Each Other (1970. február) - H to He, Who Am the Only One (1970. december) - Pawn Hearts (1971. október) - Godbluff (1975. október) - Still Life (1976. április) - World Record (1976. október) - The Quiet Zone / The Pleasure Dome (1977. szeptember) - Time Vaults (1982. január) - Present (2005. április) - Trisector (2008. március) - A Grounding in Numbers (2011.) - ALT (2012.) - Do Not Disturb (2016.) | - Vital (1978. július) - Maida Vale (1994. június) - Real Time (2007. március) - Merlin Atmos (2015.) |

## Külső hivatkozások
- Peter Hammill hivatalos oldala (Sofa Sound)
- Van der Graaf Generator rajongói oldal
- David Jackson hivatalos oldala Archiválva 2020. augusztus 3-i dátummal a Wayback Machine-ben
- Nic Potter hivatalos oldala
- Nic Potter hivatalos olasz oldala
- Diszkográfia
- Van der Graaf Generator családfa
- Orosz Peter Hammill és Van der Graaf Generator oldal
- Trouser Press